# Īncheh Borūn
Īncheh Borūn (persiska: اينچه برون) är en ort i Iran.   Den ligger i provinsen Golestan, i den norra delen av landet, 400 km nordost om huvudstaden Teheran. Īncheh Borūn ligger 15 meter över havet och antalet invånare är 1 764.
Terrängen runt Īncheh Borūn är mycket platt. Runt Īncheh Borūn är det ganska tätbefolkat, med 65 invånare per kvadratkilometer. Īncheh Borūn är det största samhället i trakten. Omgivningarna runt Īncheh Borūn är i huvudsak ett öppet busklandskap.